# San Fernando (Masbate)
Pour les articles homonymes, voir San Fernando.
San Fernando est une localité de la province de Masbate, aux Philippines. En 2015, elle compte 23 057 habitants.